# Western Hemisphere Shorebird Reserve Network
Het Western Hemisphere Shorebird Reserve Network (WHSRN) is een systeem van genetwerkte natuurreservaten op het westelijk halfrond dat ervoor dient om de steltvogelsoorten en hun habitats in Amerika te beschermen. Het hoofdkantoor is gevestigd in Manomet in Plymouth in Massachusetts, Verenigde Staten.
Het werd in 1986 opgericht op basis van het idee van Guy Morrison van de Canadian Wildlife Service. De eerste aangewezen locatie was Delaware Bay in de Verenigde Staten, op 21 mei 1986.
Op 4 maart 1989 werden de eerste drie natuurreservaten in Suriname opgenomen, namelijk Wia Wia, de Coppenamemonding en Bigi Pan, met een speciale ceremonie en de onthulling van een gedenkplaquette voor natuurreservaten.